# ВНИИКОП (посёлок)
ВНИИКОП — посёлок в Тульской области России.
В рамках организации местного самоуправления входит в городской округ город Тула, в рамках административно-территориального устройства — в Октябрьский сельский округ Ленинского района Тульской области.

## География
Расположен на автомобильной трассе M2 «Крым», в 18 км к северу от областного центра, города Тула (по прямой от Тульского кремля).
Здесь расположен Всероссийский научно-исследовательский институт консервной и овощесушильной промышленности (ВНИИКОП), по которому посёлок и назван.
На востоке примыкает к посёлку Октябрьский, в составе которого по переписи населения 2010 года учитывалось население посёлка ВНИИКОП.

## Население
| 2002 |
| ---- |
| 636  |

## История
До 1990-х гг. посёлок находился на территории Октябрьского сельского совета Ленинского района Тульской области, с 1997 года — Октябрьского сельского округа.
В рамках организации местного самоуправления с 2006 до 2014 гг. территория посёлка входила в состав Рождественского сельского поселения Ленинского района. С 2015 года входит в Зареченский территориальный округ в рамках городского округа город Тула.